# Feng Tian Wei
Feng Tian Wei (天薇 冯, Harbin, 31 augustus 1986) is een Chinees-Singaporees professioneel tafeltennisster. Hoewel ze in China werd geboren, heeft ze sinds 2008 de Singaporese nationaliteit. Met de nationale ploeg van haar nieuwe thuisland won ze op de Olympische Zomerspelen 2008 een zilveren medaille in het landentoernooi, evenals op de wereldkampioenschappen van dat jaar. Haar hoogste positie op de ITTF-wereldranglijst is de tweede plek, die ze in april 2010 voor het eerst innam.

## Biografie
Feng Tian Wei haalde samen met haar teamgenoten Li Jia Wei en Wang Yue Gu een zilveren medaille op de Olympische Spelen van 2008 in Peking, wat voor Singapore de eerste Olympische medaille was sinds het in 1965 een zelfstandig land werd. Het tafeltennisteam verloor in de finale van Tian Wei's geboorteland China.
Feng Tian Wei is de dochter van Feng Qingzhi en zijn echtgenote Li Chunping. Haar vader stierf in 2002 aan de gevolgen van multiple sclerose. De geboren Chinese verliet haar land in 2005 om in Japan professioneel tafeltennis te kunnen spelen. Daar werd ze opgemerkt door Liu Guodong van de tafeltennisbond van Singapore. Hij nodigde haar uit om in Singapore te komen spelen in het kader van de Foreign Sports Talent Scheme, een lokale sportwet die het mogelijk maakt buitenlands talent te nationaliseren. Feng Tian Wei vertrok in 2007 naar Singapore en werd een jaar later staatsburger.
Hoewel ze als junior nog voor China uitkwam, maakte Feng Tian Wei in 2007 haar internationale seniorendebuut voor haar nieuwe thuisland op de ITTF Pro Tour. Daarop kwalificeerde ze zich zowel in 2007 als 2008 voor de ITTF Pro Tour Grand Finals. In het eerste jaar alleen voor het enkelspel, het jaar daarna voor zowel het enkel- als dubbelspel. In de Grand Finals enkelspel van 2008 kwam ze tot de halve finale.

Op de Pro Tour won ze in 2008 haar eerste toernooi, het Polen Open enkelspel. Ze bereikte in Warschau ook de dubbelspelfinale, maar een dubbele toernooizege bleef uit. Eerder bereikte Feng Tian Wei de enkelspelfinale van het Taipei Open 2007, die ze eveneens verloor.

## Erelijst
Belangrijkste resultaten:
- Wereldkampioen landenteams 2010, met Singapore (met Wang Yue Gu en Sun Bei Bei)
- Verliezend finalist wereldkampioenschap landenploegen 2008 (met Singapore)
- Zilver op de Olympische Zomerspelen 2008 in het landentoernooi (met Singapore)
- Verliezend finaliste Azië Cup 2008 enkelspel
- Brons World Cup 2007

ITTF Pro Tour:
Enkelspel:
- Winnaar ITTF Pro Tour Grand Finals 2010
- Winnares Polen Open 2008
- Winnares Korea Open 2009

Dubbelspel:
- Winnaar ITTF Pro Tour Grand Finals 2012 (met Yu Mengyu)

- Virtual International Authority File: 9632152502788310800004